# Лисенко Микола Віталійович
Мико́ла Віта́лійович Ли́сенко (10 (22) березня 1842, Гриньки — 24 жовтня (6 листопада) 1912, Київ) — український композитор, піаніст, диригент, педагог, збирач пісенного фольклору, громадський діяч.
До найвідоміших творів Лисенка належать музика гімнів «Молитва за Україну» та «Вічний революціонер», які, зокрема, виконував хор Кирила Стеценка під час Свята Злуки, опери «Тарас Бульба», «Наталка Полтавка» та інші. Лисенко створив численні аранжування народної музики для голосу й фортепіано, для хору та мішаного складу, а також написав значну кількість творів на слова Тараса Шевченка.

## Життєпис

### Походження

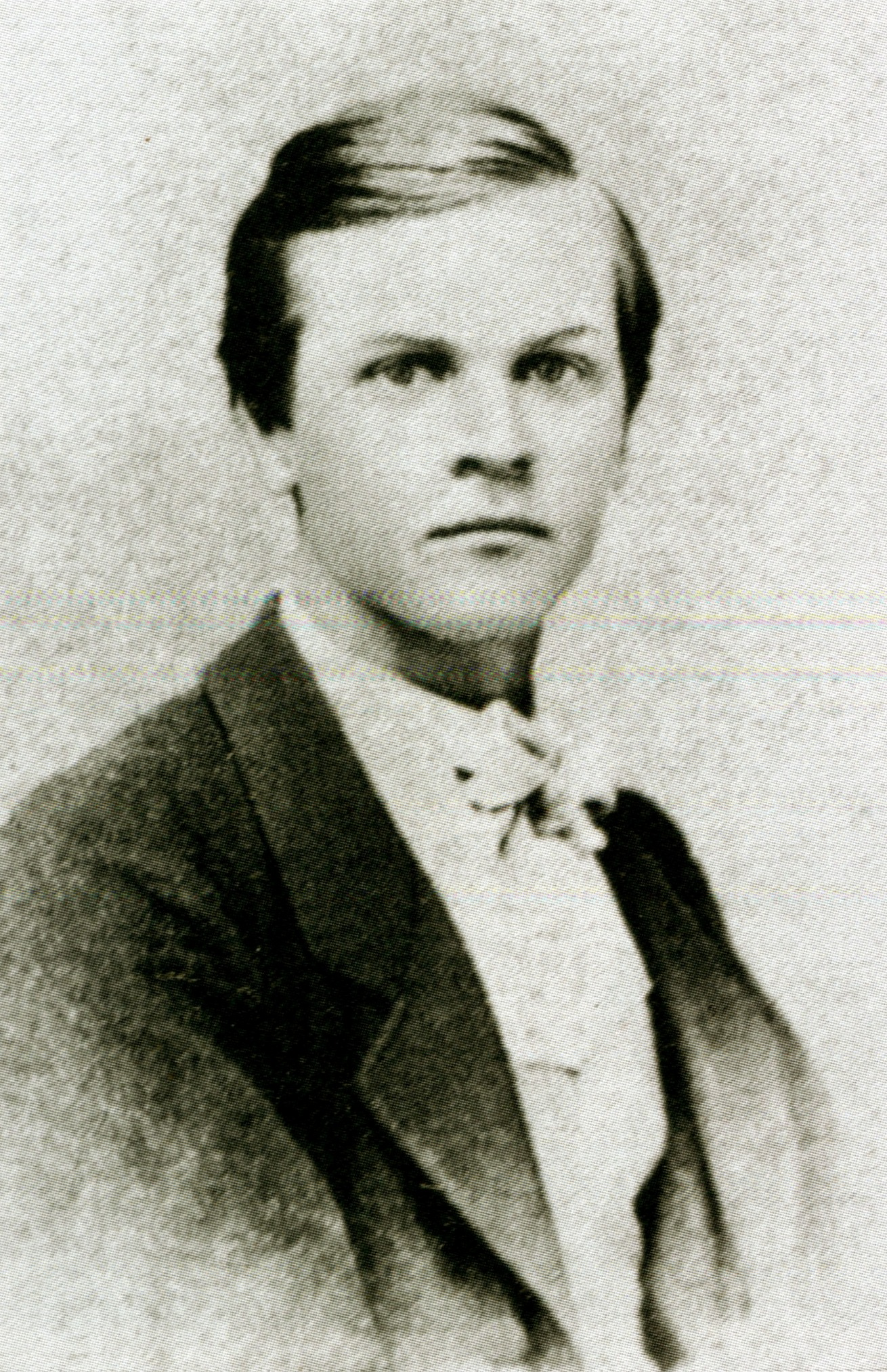
Микола Лисенко у підлітковому віці

Народився в селі Гриньки Кременчуцького повіту Полтавської губернії (нині Кременчуцький район, Полтавська область, Україна) в родині дворянина Віталія Романовича Лисенка, полковника Орденського кірасирського полку Це село належало Миколі Булюбашу, материному дядькові. Батько був високоосвіченою людиною, удома розмовляв українською.

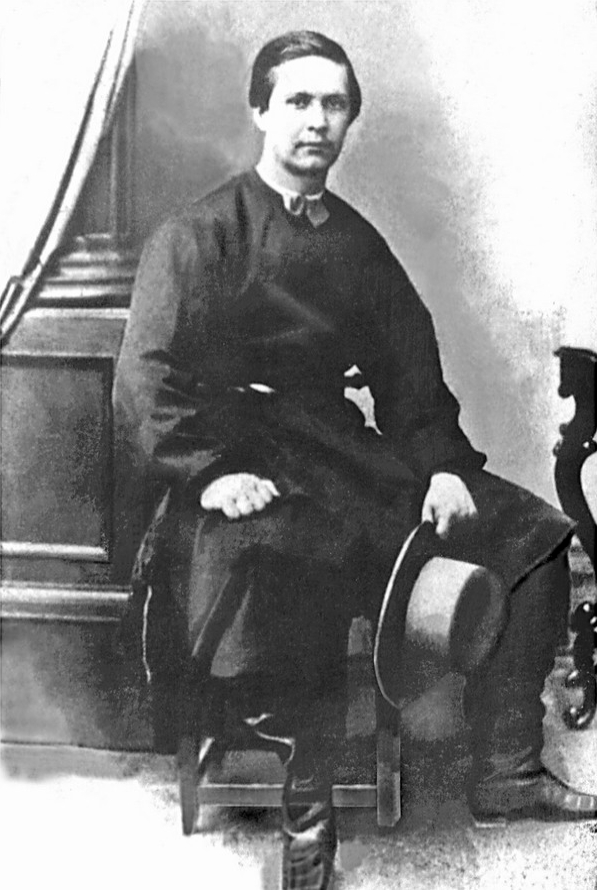
Микола Лисенко студент Київського університету, 1861

Мати, Ольга Єреміївна, походила з полтавського поміщицького роду Луценків і з козацького роду Булюбашів. Освіту здобула у Петербурзькому Смольному інституті шляхетних дівчат, розмовляла майже винятково французькою і примушувала до цього всіх членів родини.

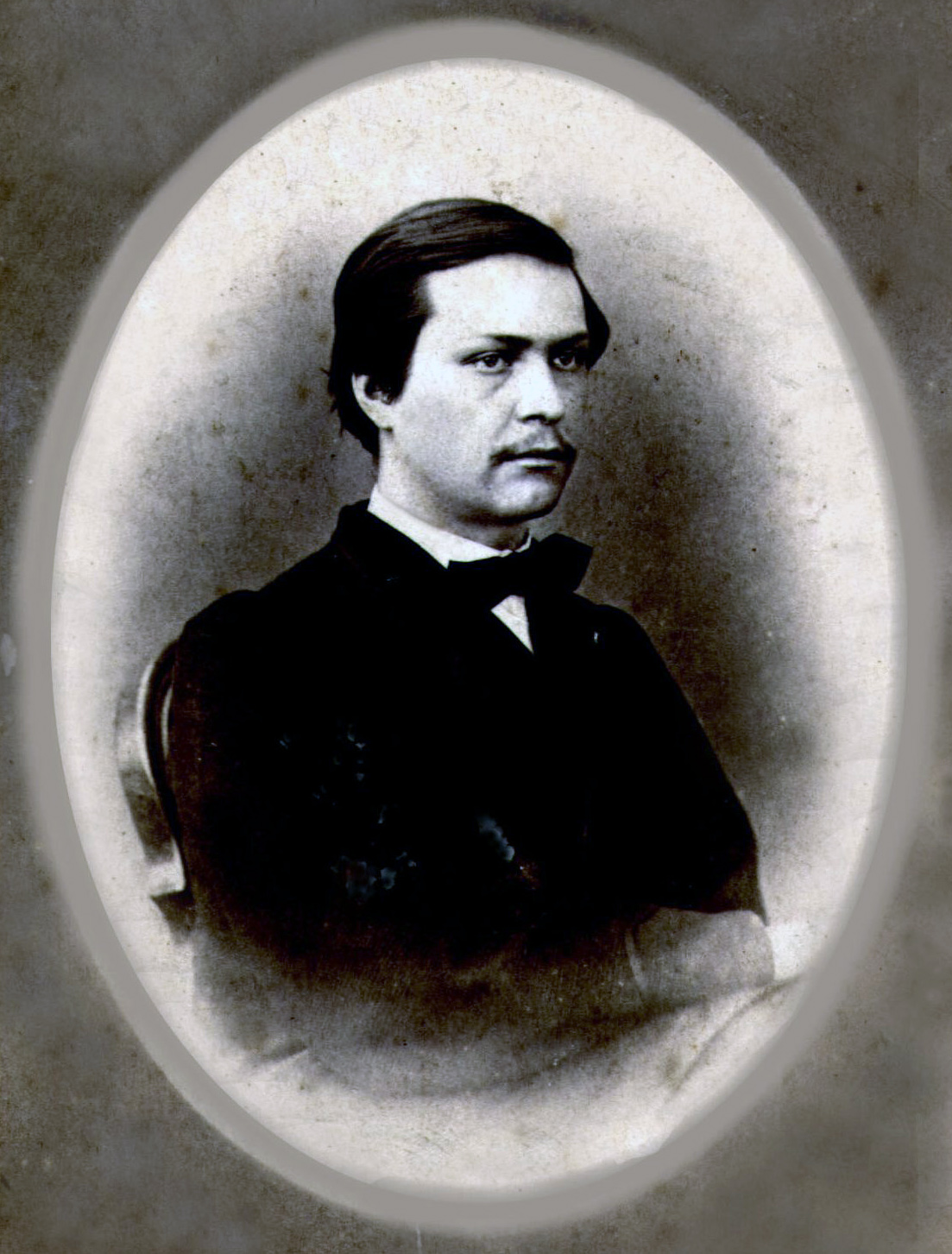
Микола Лисенко кандидат природничих наук, 1865

Походив з козацько-старшинського роду Лисенків. Як одного з засновників роду історичні документи засвідчують Якова Лисенка (1-а половина XVII століття, брав активну участь у визвольній війні). Іван, син Якова, — відомий військовий і політичний діяч 2-ї половини XVII століття, був Чернігівським, потім Переяславським полковником, згодом — наказним гетьманом; 1695 року брав участь в Азовських походах. Його син Федір (прапрадід Миколи Віталійовича) з 1741 року був генеральним суддею.

### Ранні роки
Микола змалку знав французьку й українську мови, російську абетку вивчив від батькового однополчанина російського поета Афанасія Фета. Його хрещеними батьками були дядько Андрій та рідна сестра знаменитого математика Михайла Остроградського Марія Остроградська, яка була дружиною двоюрідного діда Миколи Булюбаша.
Уже в п'ять років мати Миколи, Ольга Єреміївна, побачила хист хлопчика до музики і почала опікуватися його навчанням. Сама чудово грала на роялі, відчула музичність сина і дала йому перші уроки. З п'яти років батьки запросили для малого вчительку. Після домашнього виховання Микола вчився у Києві, спочатку в пансіоні Вейля (де брав уроки в чеха Нейнквіча), потім — у пансіоні Гедуена (викладач — чех Паночіні), в якому дітей готували до гімназії.
1855 року Микола почав здобувати освіту в привілейованому навчальному закладі — 2-й Харківській гімназії, де навчався у Миколи Дмитрієва і чеха Вільчека. Будучи учнем гімназії виступав на вечорах і балах, де виконував фортепіанні сонати Моцарта, Бетховена, вальси Шопена, імпровізував на теми українських народних пісень.
Закінчивши гімназію, Микола вступив на природничий факультет Харківського університету. Проте 1860 року через матеріальні труднощі родина Лисенків переїхала до Києва, і Микола разом із троюрідним братом Михайлом Старицьким перевівся до Київського університету. Першого червня 1864 року Микола Віталійович закінчив з відзнакою фізико-математичний факультет «по разряду естественных наук», а у травні 1865 року захистив дисертацію на тему «Розмноження нитчастих водоростей» і одержав ступінь кандидата природничих наук. Входив до низки українських студентських товариств і церковних хорів. Українська народна музика стала його пристрастю, і він розпочав етнографічну працю зі збирання та вивчення української народної пісні, яка тривала все його життя.
Серед українського студентства університету панувала атмосфера патріотизму, і це сприяло формуванню Лисенка як громадського діяча. Разом з іншими родичами та друзями Михайлом Драгомановим, Михайлом Старицьким, Петром Косачем він належав до «Київської Громади», працював у кількох гуртках, пов'язаних з етнографічною діяльністю, заснував і провадив студентський хор, організовував концерти. Громадівці відкрили власним коштом недільні школи та бібліотеки, працювали у них. Лисенко просто перемінився і почав переконувати друзів, що не тільки з народом, а й між собою треба розмовляти українською. Вони пішки мандрували Україною, збирали фольклор. Так, 1861 року Лисенко та Старицький провели новорічні свята на Полтавщині у свого товариша, автора гімну України Павла Чубинського. Коли в травні 1861 року було перепоховання Тараса Шевченка, київські студенти шляхтичі Михайло Драгоманов, Петро Косач, Тадей Рильський, Михайло Старицький та Микола Лисенко упряглися в траурний віз і Ланцюговим мостом, а потім Дніпровською набережною доправили його до церкви Різдва на Подолі.
Після закінчення університету, 19 лютого 1865 року, Микола Лисенко вперше виступив у Києві як піаніст в рамках концертів Російського музичного товариства. У програмі — 3-й концерт Л. Бетховена.

### Лейпциг, Київ, Петербург

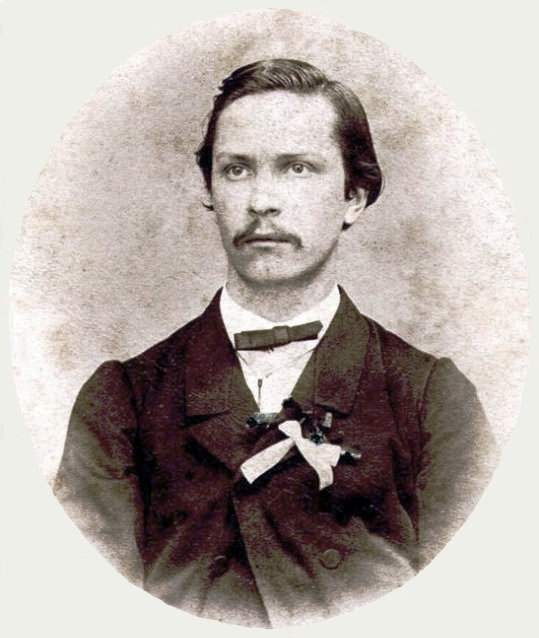
Микола Лисенко студент Лейпцизької консерваторії;(1868)

У 1865—1867 роках, одразу після закінчення Київського університету, працював у Таращі на посаді мирового посередника. Там же в Таращі на посаді офіцера драгунського полку служив і батько Миколи Лисенка, Віталій Романович. У цей період Лисенки активно збирали фольклор і опублікували розвідку «Про історичні вподобання у смаках і модах народного одягу в Сквирському та Таращанському повітах».
З 1867 року навчався у Лейпцизькій консерваторії, де вчився як піаніст, відвідував лекції з музично-теоретичних дисциплін, освоював гру на скрипці й органі, брав додаткові лекції з композиції та теорії музики. Його педагогами були Карл Рейнеке (фортепіано, приватні лекції з композиції та оркестрування), Ігнац Мошелес (фортепіано), Фердинанд Давід (клас ансамблевої та оркестрової гри), Ернст Венцель (фортепіано), Ернст Фрідріх Ріхтер (теоретичні дисципліни: складний контрапункт, імітація, канони, хорали на певний мотив), Роберт Веніамін Паперітц (теоретичні дисципліни: поліфонічні варіації на cantus firmus, фуга). У вільний час Лисенко відвідував оперний театр, картинні галереї, церкву святого Томи, Гевандгаус. Незважаючи на щільний графік навчання, був активним пропагандистом українства в Європі.
28 грудня 1867 року в Празі відбувся успішний концерт Лисенка, де він виконав багато українських пісень у власних фортепіанних аранжуваннях.

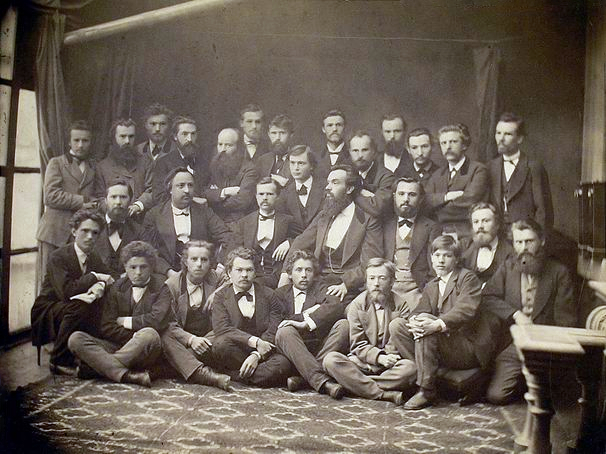
Київська «стара» громада разом зі студентською, 1874 р. Зліва направо: перший ряд: невідомо, Комарецький, невідомий представник студентської громади, Олександр Русів (скарбник), Іродіон Житецький, Волянський, Трохим Біленький, Михайло Левченко;
другий ряд: Микола Лисенко, Павло Чубинський, Іван Нечуй-Левицький, Михайло Старицький, Орест Левицький (делегат студентів при старій громаді), Діаконенко;
третій ряд: Фаворський, Михайло Драгоманів, Петро Косач (?), Білоусів, Микола Ковалевський, Пащенко, Хведір Вовк, Володимир Антонович, Микола Вербицький, Вільям Беренштам, невідомо, невідомо, Павло Житецький, невідомо

Влітку 1868 року одружився з Ольгою О'Коннор, яку він узяв з собою до Лейпцига (вона студіювала вокал). Подружжя не могло мати дітей, тому по 12 роках спільного життя тихенько розійшлися.
1869 року завершив навчання у консерваторії, пройшовши 4-річний курс навчання усього за два роки. В характеристиці, доданій до випускного свідоцтва про закінчення консерваторії, сказано: «Пан Лисенко, при своїй зразковій старанності й чудовому таланті, досяг блискучих успіхів і є піаністом, віртуозна техніка й характерне, піднесене та духовно наснажене, виконання якого значно виходять за межі того, що звичайно вимагається від учнів». Під час навчання написав декілька інструментальних творів, зокрема 1-у частину симфонії та симфонічну увертюру «Ой запив козак, запив», струнний квартет і тріо, а також видав свою першу збірку українських народних пісень для голосу й фортепіано. Тоді ж Лисенко написав і свої перші твори на слова Тараса Шевченка: «Заповіт», «Ой одна я, одна», «Туман, туман долиною». Першу збірку пісень Лисенка видав своїм коштом у Лейпциґу його добрий приятель Петро Косач, вважаючи це за суто дружню послугу і тримаючи це в таємниці.

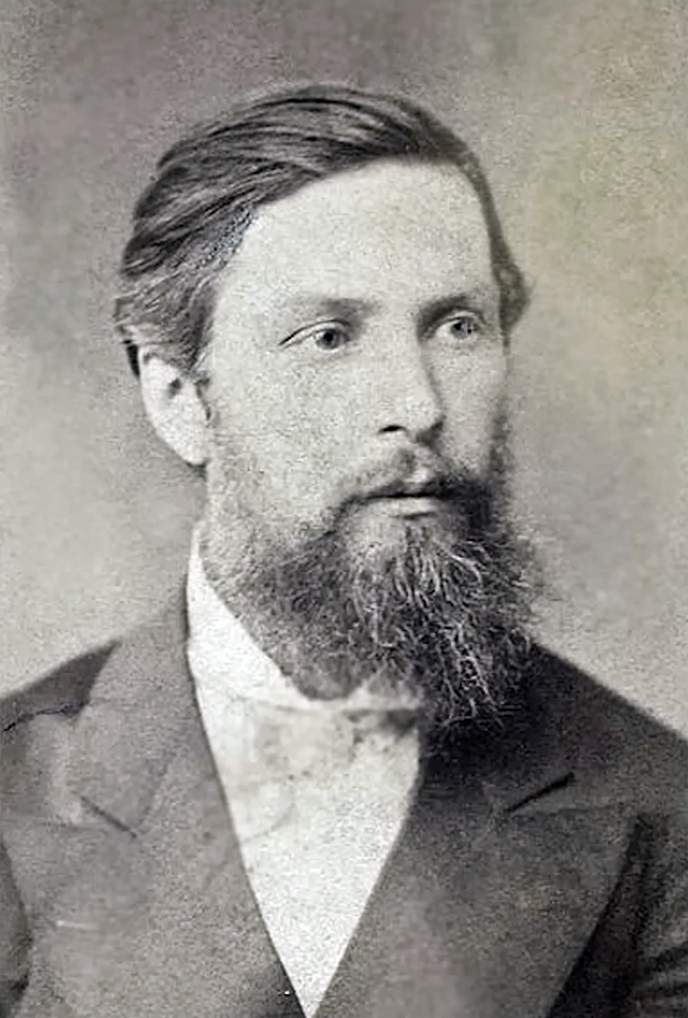
Микола Лисенко, 1872

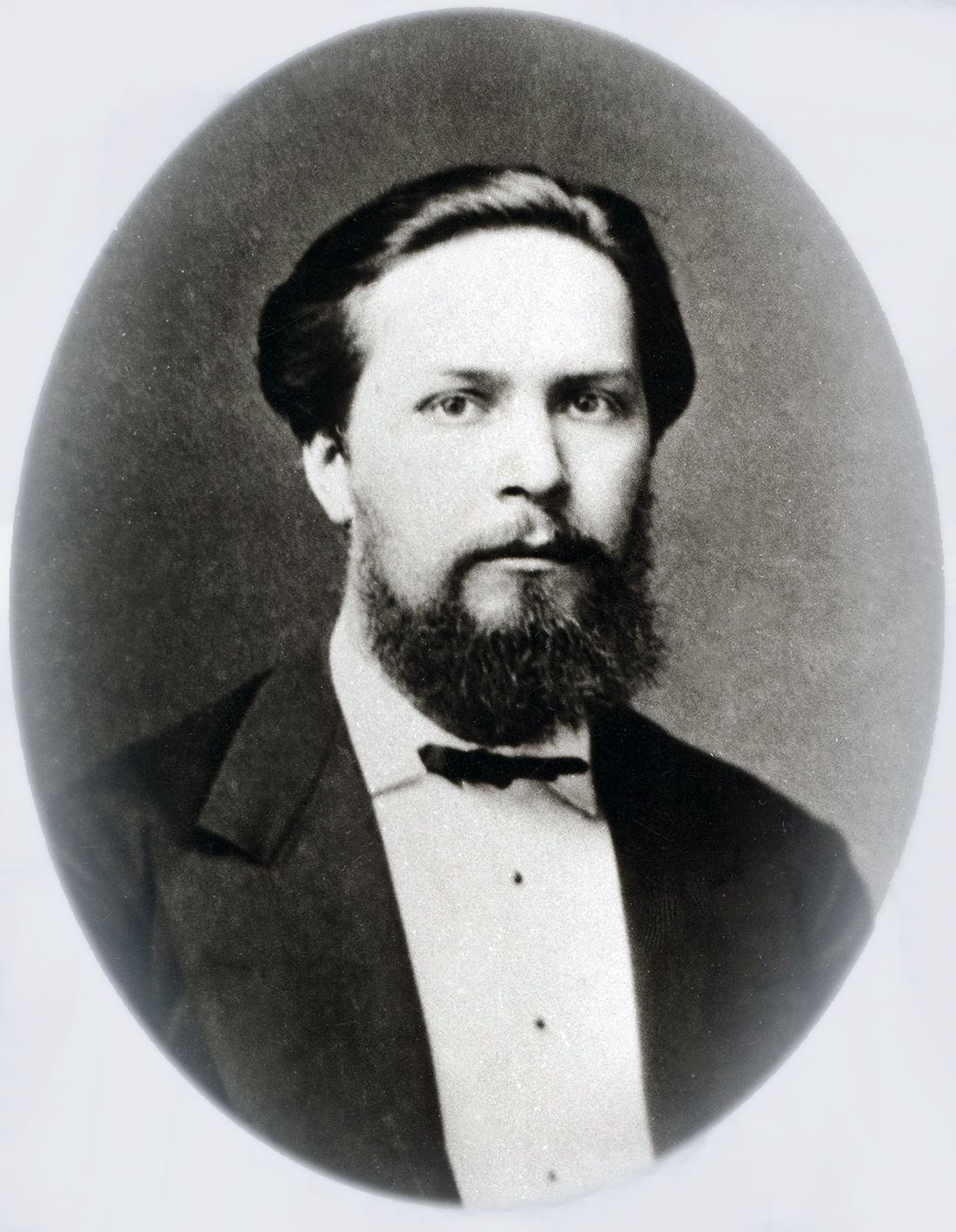
Микола Лисенко

Повернувшись до Києва, Микола Лисенко відновив свої концертні виступи як професійний піаніст, а також 1869/70 навчального року викладав гру на фортепіано у щойно відкритому Київському музичному училищі при РМТ.
1 лютого 1870 року М. Лисенко дав концерт у залі Дворянського зібрання (будинок не зберігся, його зруйнували 1976 року для будівництва нинішнього Будинку профспілок), виконавши чотири фантастичні п'єси Шумана, фантазію «Мандрівник» Шуберта, п'єси із власної сюїти та кілька творів з першої Лисенкової серії «Музики до Кобзаря» у виконанні співака М. Богданова. Завдяки такому успіху з кінця 1870-х років продовжив виступати не лише у Києві, а й у Полтаві, Чернігові, Катеринославі тощо. Лисенко провів чотири великі гастрольні турне: 1892–3, 1897, 1899, 1902 років. Програма складалась із двох відділів: на початку Лисенко виступав як піаніст з виконанням власних творів, а потім співав хор, якому Микола Віталійович акомпанував. Всю організаційну роботу також виконував композитор. Це була потужна пропаганда української музики.
5 (17) грудня 1872 року в приміщенні початкової школи сестер Марії та Софії Ліндфорс (будинок № 21 на вулиці Фундуклеївській) відбулася перша вистава українського музичного театру в Києві — опера «Чорноморці», автором якої був Микола Лисенко. Постановник опери — троюрідний брат композитора Михайло Старицький. Він же — автор лібрето (за мотивами твору Якова Кухаренка).
У 1874—1875 роках вдосконалював майстерність у Петербурзі в Миколи Римського-Корсакова.

### Київ. Зрілий період
1878 року Микола Віталійович обіймав посаду педагога з фортепіано в інституті шляхетних дівчат. Тоді ж настали зміни і в особистому житті — Микола Віталійович взяв другий (цивільний) шлюб з Ольгою Антонівною Липською (1860—1900), яка була піаністкою і його ученицею. Від цього шлюбу мав 7 дітей (двоє з них померли в ранньому віці). Своїй громадянській дружині, матері його дітей, Лисенко не присвятив жодного твору (натомість своїй першій дружині Ользі О'Коннор він присвятив 11 творів, серед яких обробка української народної пісні «Ой на гору козак воду носить…» та «Коли розлучаються двоє»).

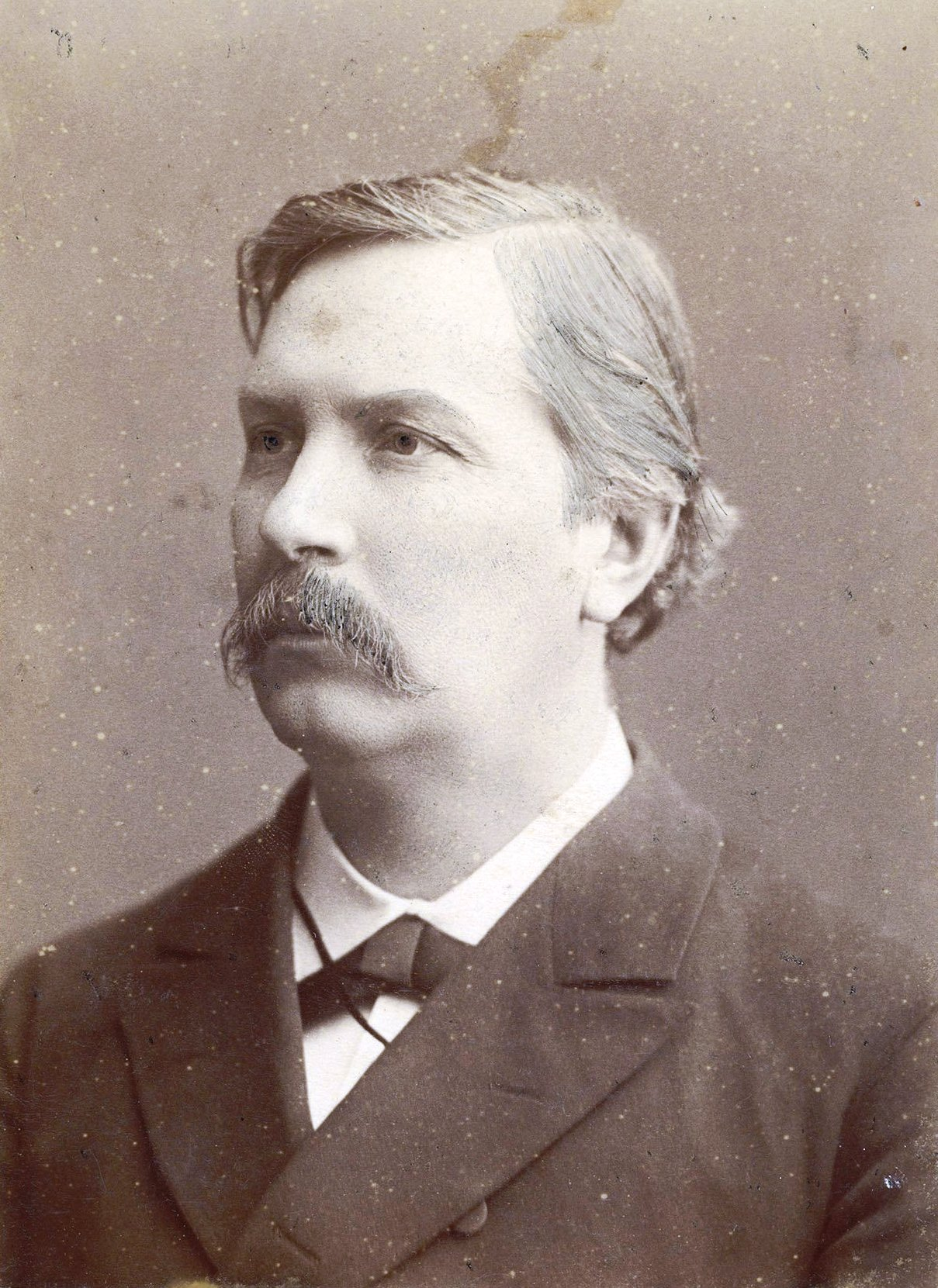
Микола Лисенко, 1885 р.

Цього ж 1878 року в складі експедиції В. Беренштама побував на острові Хортиці, обходив усі скелі, наслухався козацьких пісень, взяв участь у розкопках. Побачене й почуте надихнуло композитора на створення опери «Тарас Бульба». «Ви не можете уявити собі, земляче, — писав Лисенко, — як допомогла мені та давня подорож на Хортицю. Картина Січі, козачих зборів, виборів кошового — хіба ж я написав би їх, якби не побачив власними очима залишки славної минувшини?…» Петро Чайковський прохав митця приїхати до Петербурга і поставити оперу, щоправда, російською мовою, на що М. Лисенко не погодився. Пройшло трохи часу і Римський-Корсаков приїхав до Києва і запросив композитора до Росії.
З 1869 року жив у Києві, де працював учителем гри на фортепіано.

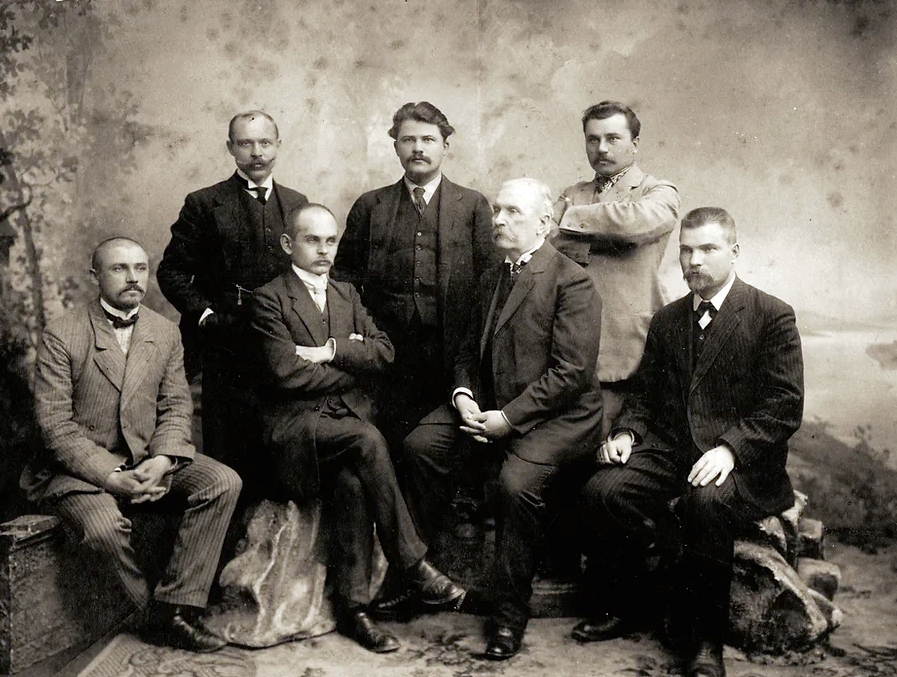
Микола Лисенко з діячами хорової справи, 1910-12 рр. Сидять: Арсен Бакалінський, Кирило Стеценко, Микола Лисенко, Яків Гулак-Артемовський; стоять: Олександр Кошиць, Олександр Коваленко, К. Гончар.

Був у центрі музичного і національно-культурного життя Києва — виступав з концертами як піаніст, організовував хори, концертував з ними у Києві і по всій Україні. Грошовий збір від концертів йшов на громадські потреби, зокрема, на користь 183 студентів Київського університету, відданих у солдати за участь в антиурядовій демонстрації 1901 року.
Брав участь у «Філармонічному товаристві любителів музики і співу», «Гуртку любителів музики і співу», «Гуртку любителів музики» Я. Спиглазова, в організації недільної школи для хлопців-селян, пізніше — в підготовці «Словника української мови», у переписі населення Києва, в роботі Південно-Західного відділу Російського Географічного Товариства. Виступав як піаніст у концертах Київського відділення Російського музичного товариства, на вечорах Літературно-Артистичного Товариства, членом правління якого він був, у щомісячних народних концертах у залі Народної аудиторії. Організовував щорічні шевченківські концерти.
1904 року Лисенко відкрив першу в Україні національну Музично-драматичну школу (з 1913 року — імені Лисенка), яка працювала у програмному режимі вищих мистецьких навчальних закладів. Разом з Олександром Кошицем організував 1905 року музично-хорове товариство «Київський Боян», головою якого був до кінця життя.
1908 року він став засновником та головою ради правління «Українського Клубу», де об'єднав видатних діячів української науки, культури та мистецтва (таких, як Іван Огієнко, Дмитро Антонович, Микола Біляшівський, Сергій Єфремов, Олександр Олесь, Олена Пчілка, Леся Українка, Любов Яновська, Марія Заньковецька, Микола Садовський, Людмила Старицька-Черняхівська, М. Старицька, Софія Русова, Мартирій Галин, Олександр Черняхівський, Федір Матушевський, Михайло Кривинюк та інших) для просвітницької роботи серед населення шляхом читання лекцій, рефератів, показу вистав, організації подорожей. З 1912 року «Український клуб» було реорганізовано у Клуб «Родина», його очільником став Федір Матушевський.
Обставини української дійсності були такими, що не дозволяли Лисенку обмежитись лише артистичною діяльністю. Проте все ж головним своїм покликанням вважав композиторську діяльність, тому старався зробити якомога більше. Писав твори у різних жанрах: оперному, хоровому, вокальному, інструментальному, а обробці української народної пісні надавав величезного значення. Започаткувавши свідомий національний напрям в українській музиці, Микола Лисенко ще за життя заслужив собі епітет «батько української музики». Коли 1903 року він прибув до Галичини на ювілейні урочистості з нагоди 35-ліття творчої діяльності, був вражений ентузіазмом та шаною, з якими його скрізь зустрічали. З огляду історичної ролі для української культури Миколу Лисенка порівнюють із Едвардом Грігом, Бедржихом Сметаною, Михайлом Глінкою та іншими представниками національних музичних культур XIX століття.

### Пізні роки

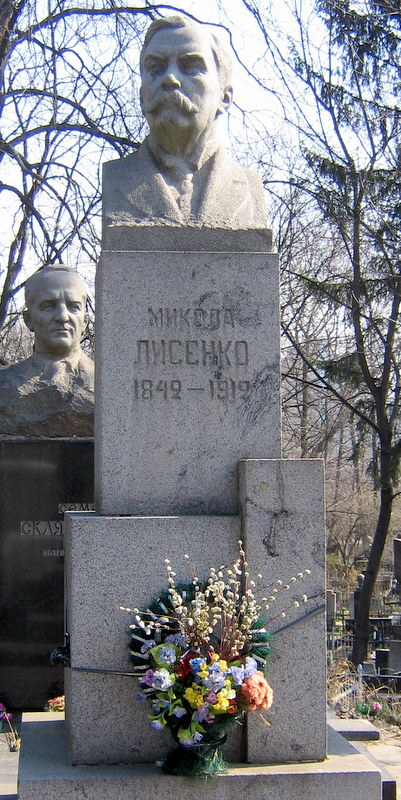
Могила Миколи Лисенка

Лисенка переслідував царський уряд, 1907 року його на деякий час заарештували.
Помер 6 листопада 1912 року в Києві раптово від серцевого нападу, поховали його на Байковому кладовищі (надгробок — бетон, граніт; скульптор Юхим Білостоцький; встановлений у 1939), ділянка № 2.

## Творчість

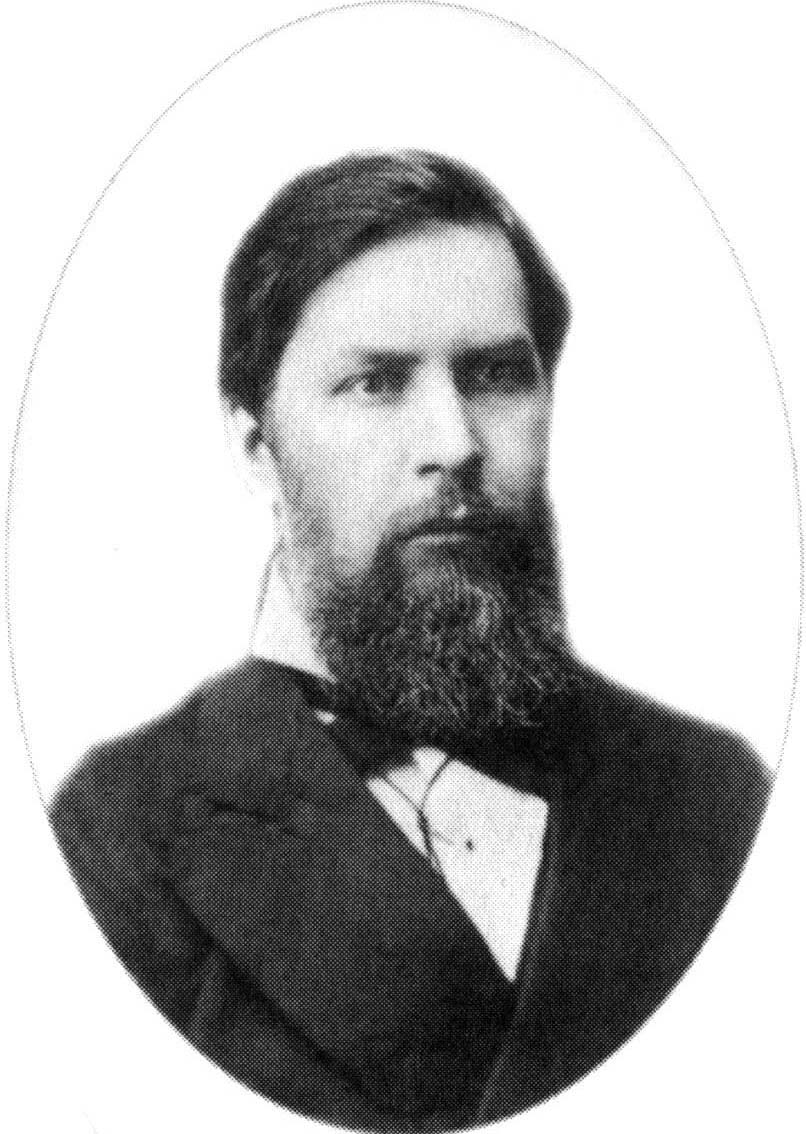
Микола Лисенко, 1870-ті рр.

Миколу Лисенка заслужено вважають засновником української національної музики. Суттєву роль у цьому відіграла як його композиторська, так і етнографічна діяльність.
Етнографічна спадщина Лисенка — запис весільного обряду (з текстом і музикою) у Переяславському повіті, запис дум і пісень кобзаря О. Вересая, розвідки «рос. Характеристика музыкальных особенностей малорусских дум и песен, исполняемых кобзарем Остапом Вересаем» (1874 рік), «Про торбан і музику пісень Відорта» (1892 рік), «Народні музичні струменти на Вкраїні» (1894 рік).
Сам композитор підкреслював важливість глибокого знайомства із фольклором:
|  | Яка то є велика потреба музикові, а заразом і народникові повештатися поміж селянським людом, зазначити його світогляд, записати його перекази, споминки, згадки, прислів'я, пісні і спів до них. Вся ця сфера, як воздух чоловікові потрібна; без неї гріх починати свою працю і музикові й філологові |

У композиторській спадщині Лисенка важливе місце займають твори на тексти Тараса Шевченка. Музика до «Кобзаря», «Радуйся, ниво неполитая», «Б'ють пороги», «Гайдамаки», «Іван Гус» тощо, що стали наріжним каменем подальшого розвитку українського академічного музичного мистецтва та утвердження його самобутності. Лисенко — автор опер «Різдвяна ніч» (1874), «Утоплена» (1885), «Наталка Полтавка» (1889), «Тарас Бульба» (1890), «Енеїда» (1910), дитячих опер «Коза-дереза» (1880), «Пан Коцький» (1891), «Зима і Весна» (1892), оперети «Чорноморці», які стали основою українського національного оперного мистецтва.
Саме твори «Молитву за Україну», «Наталку Полтавку» та «Вічного революціонера» найчастіше виконували під час Свята Злуки.
В ході експедиції у 1878 році Микола Лисенко відвідав острів Хортицю, де він, взявши участь в археологічних розкопках, вдосталь наслухався козацьких пісень та байок. Ця подорож надихнула творця до написання опери «Тарас Бульба».

| Ви не можете уявити собі, земляче, як допомогла мені та давня подорож на Хортицю. Картина Січі, козачих зборів, виборів кошового — хіба ж я написав би їх, якби не побачив власними очима залишки славної минувшини? |
Попри політику царського уряду, спрямовану на знищення української мовної самосвідомості, що простягалася й на музичну сферу (зокрема Емський указ 1876 року забороняв також і друкування українською мовою текстів до нот), Микола Лисенко займав однозначну й непохитну позицію щодо статусу українського слова в музичній творчості. Доказом принципового ставлення митця до українських текстів є те, що в своїх численних хорах і солоспівах, написаних на слова різних поетів, він звертався переважно до українських авторів (Іван Франко, Леся Українка, Олександр Олесь, Олександр Кониський тощо), а коли брав за основу вірші інших — наприклад, Генріха Гейне чи Адама Міцкевича, то завжди в перекладах, здійснених Михайлом Старицьким, Лесею Українкою, Максимом Славинським, Людмилою Старицькою-Черняхівською й іншими. Показово, що в багатій вокальній спадщині Миколи Лисенка є лише один романс «рос. Признание» на російський текст С. Надсона. Однак вже інший солоспів на вірші цього вельми популярного серед музикантів російського поета — «У сні мені марилось небо» — перекладений.
Хоча Лисенко був світським композитором, він усе ж написав декілька творів на духовну тематику: «Камо пойду от лиця Твоєго», «Херувимська» та молитву «Боже великий, єдиний» (слова О. Кониського), а також здійснив обробки трьох побожних пісень — «Пречиста Діво, мати Руського краю», «Хресним древом», «Діва днесь пресущественного раждаєт».
Отримавши фахову освіту як піаніст, Лисенко став автором ряду фортепіанних творів великих та малих форм — це «Українські рапсодії» (gis moll, a moll), «Героїчне скерцо» op. 25, «Епічний фрагмент» op. 20, «Українська сюїта». Фортепіанні мініатюри Микола Лисенко об'єднував у невеликі цикли — «Альбом літа 1900» op. 37, «Альбом особистий» op. 40 тощо.
З епічних творів, за доби самостійності, найбільшу популярність отримав його «Запорозький марш»: спочатку в обробці НАОНІ Віктора Гуцала, згодом, на ювілейну 25-ту річницю, був презентований як зустрічний марш ЗСУ на параді до дня Незалежності.

## Родина. Нащадки

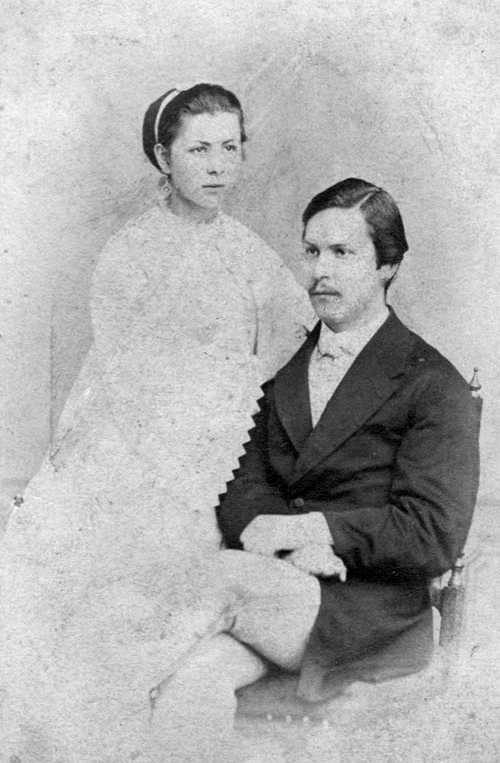
Микола Лисенко з першою дружиною, 1868

- О'Коннор-Лисенко Ольга Олександрівна (1854—1930) — перша і єдина офіційна дружина, троюрідна племінниця. Подружжя розлучилося без офіційного оформлення, аби зберегти право викладати (розлучені особи не мали права давати уроки).
- Липська Ольга Антонівна (1860—1900) — друга дружина, мати всіх його дітей
  - Лисенко Катерина Миколаївна (1878) — донька (померла немовлям)
  - Лисенко Богдан Миколайович (1879) — син (помер малим)
  - Маслянникова Катерина Миколаївна (1880—1948) — донька[21]
  - Лисенко-Шило Галина Миколаївна (1883—1964) — донька
  - Лисенко Остап Миколайович (1885—1968) — син
    - Лисенко Роман Остапович (1913 —?) — онук
      - Лисенко Віталій Романович (1941 — 1999) — правнук
        - Лисенко Микола Віталійович (молодший) (1971) — праправнук

    - Лисенко Аріадна Остапівна (1921—2021) — онука
      - Наталія

  - Лисенко Мар'яна Миколаївна (1887—1946) — донька
  - Лисенко Тарас Миколайович (1900—1921) — син[22]
- Старицька Софія Віталіївна (1850—1927) — молодша сестра
  - Страрицька Марія Михайлівна (1865—1930) — небога
  - Старицька-Черняхівська Людмила Михайлівна (1868—1941) — небога
  - Стешенко Оксана Михайлівна (1875—1942) — небога
  - Старицький Юрій Михайлович (? — 1936) — небіж
- Лисенко Андрій Віталійович (1851—1910) — молодший брат
  - Лисенко Юрій Андрійович (1881—1958) — небіж
  - Лисенко Наталія Андріївна (1884—1969) — небога

## Пам'ять

Пам'ятник у Києві

Меморіальна дошка на фасаді будинку-музею Миколи Лисенка

14 вересня 1913 року в Полтаві відбулося вшанування пам'яті Миколи Лисенка з нагоди першої річниці його смерті. До цієї дати полтавська громада опублікувала життєпис композитора (В.Будинець «Славний музика Микола Віталієвич Лисенко» (видання Полтавської української книгарні, 1913).
- Іменем Миколи Лисенка названі провідні мистецькі установи України, такі як Львівська національна музична академія (1903), Харківський академічний оперний театр (1944), Колонний зал Національної філармонії (1962), Київська спеціалізована музична школа (1944), Полтавське державне музичне училище.
- Ім'я Лисенка носить також провідний камерний колектив — струнний квартет.
- 29 грудня 1965 року поруч з Національною оперою України на Театральній площі відкрили пам'ятник Миколі Лисенку. Скульптор Олександр Ковальов, архітектор Василь Гнєзділов.
- Пам'ятник встановили на батьківщині композитора, в селі Гриньки.
- У 1986 році на кіностудії імені Олександра Довженка режисер Тимофій Левчук зняв історико-біографічний фільм «І в звуках пам'ять відгукнеться …», який показує сторінки з життя Миколи Віталійовича Лисенка. Роль композитора у фільмі виконав Федір Стригун.
- У 1992 році «Укрпошта» випустила поштову марку і художній маркований конверт з оригінальною маркою, присвячені 150-річчю від дня народження Миколи Лисенка.
- У 2002 році до 160-річчя з дня народження композитора Національний Банк України випустив ювілейну монету номіналом 2 гривні. На аверсі монети зображено нотний уривок з композиції «Молитва за Україну» (1885), на реверсі — портрет Миколи Лисенка.

Українським музикантам щорічно присуджують Премію імені Миколи Лисенка. Періодично в Києві проводять Міжнародний музичний конкурс імені Миколи Лисенка.
Іменем Миколи Лисенка названі вулиці у Києві, Львові, Кам'янському та інших населених пунктах.

### Київські адреси
- вулиця Рейтарська, № 19 (мешкав впродовж 1888—1894 років)
- вулиця Саксаганського, № 95 (мешкав впродовж 1898—1912 років) — наразі тут Будинок-музей Миколи Лисенка

## Список творів[24]

### Сценічні твори
Опери:
- «Андрашіада» (лібрето Михайла Старицького і Михайла Драгоманова, 1866-77),
- «Чорноморці» (лібрето Михайла Старицького за п'єсою Якова Кухаренка, 1872),
- «Різдвяна ніч» (лібрето Михайла Старицького за повістю Миколи Гоголя, 1874),
- «Утоплена» (лібрето Михайла Старицького за повістю Миколи Гоголя «Майська ніч», 1883),
- «Наталка Полтавка» (п'єса Івана Котляревського, вокальні номери аранжував Микола Лисенко, 1889),
- «Тарас Бульба» (лібрето Михайла Старицького за повістю Миколи Гоголя, 1890),
- «Відьма» (текст Любові Яновської, 1901, незакінчена),
- «Сапфо» (лібрето Людмили Старицької-Черняхівської, 1896—1904),
- «Енеїда» (лібрето Миколи Садовського за Іваном Котляревським, 1910),
- опера-хвилинка «Ноктюрн» (лібрето Людмили Старицької-Черняхівської, 1912),

дитячі опери (перші в українській музиці)
- «Коза-дереза» (1888),
- «Пан Коцький» (1891),
- «Зима і Весна, або Снігова краля», (1892) — всі 3 на лібрето Дніпрової Чайки (Людмили Василевської);

Музика до спектаклів
- «Чарівний сон» (текст Михайла Старицького, 1894),
- «Остання ніч» (текст Михайла Старицького, 1899) та інші.

##### Екранізація сценічних творів
За оперою «Наталка Полтавка» знято однойменну кінокартину у 1936 році, і телефільм у 1978 році.

### Вокально-симфонічні твори
кантати:
- «Б'ють пороги» (1878),
- «Радуйся, ниво неполитая» (1883),
- «На вічну пам'ять Котляревському» (1895) — всі на слова Тараса Шевченка;
- «До 50-х роковин Шевченка» (1911) на слова Самійленка;

### Для симфонічного оркестру

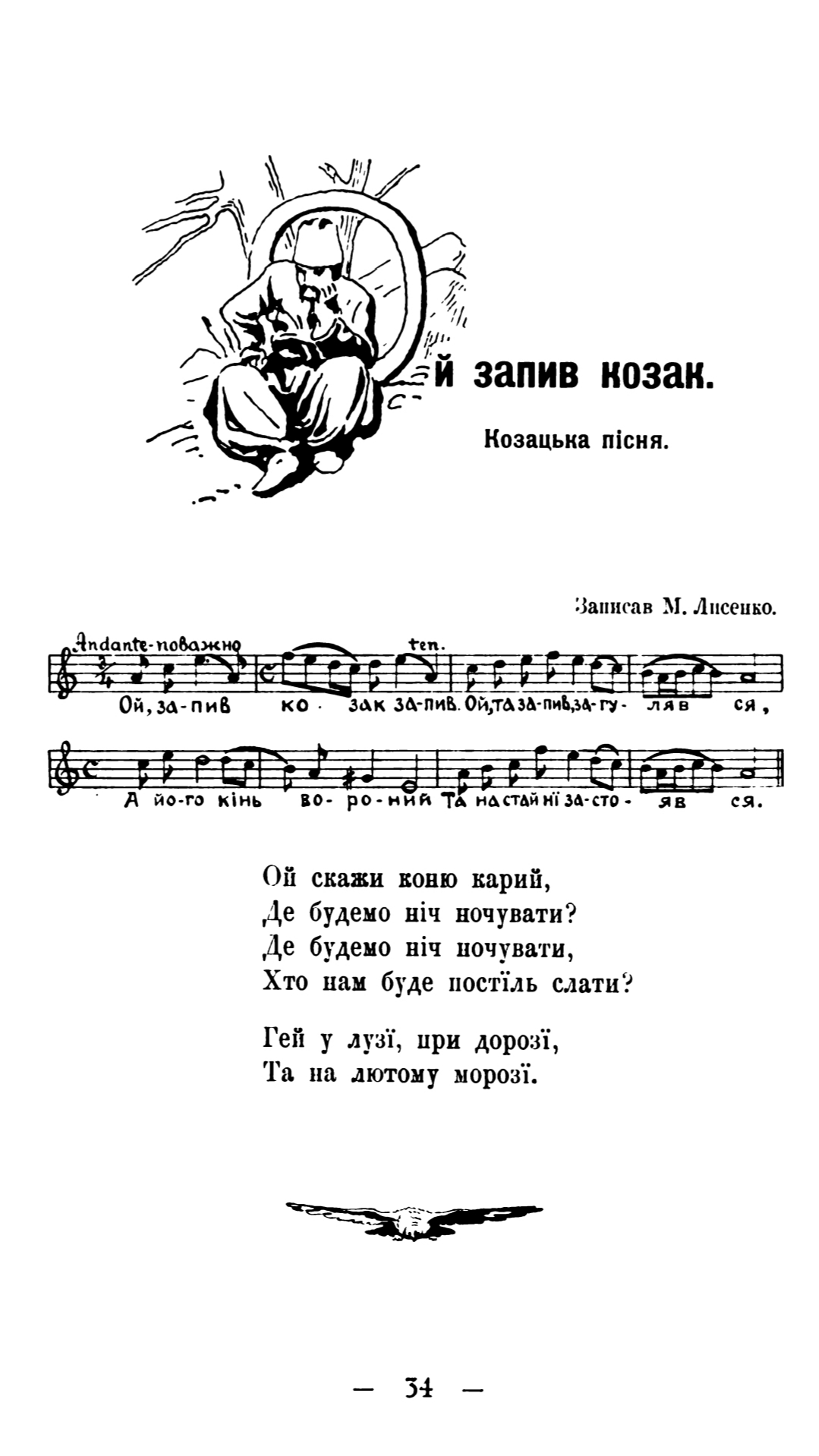
Українська народна пісня «Ой запив козак, запив». Музика Миколи Лисенка. З віденського видання 1916 року.

- Менует і Адажіо, Увертюра на тему української народної пісні «Ой запив козак, запив» (всі 1869, рукописи не знайдено).
- Симфонія (ч. І, 1869),
- Фантазія «Український козак-шумка» (1872);

### Камерно-інструментальні твори
- Струнний квартет (ч. З, 1868),
- Струнне тріо (1869);

для скрипки з фортепіано
- Фантазія на дві українські народні теми (1872-73, варіант для флейти і фортепіано),
- Елегійне капричіо (1894),
- Елегія до дня роковин смерті Т. Шевченка (1912),
- обробка української народної пісні «Сонце низенько» (1912);

для віолончелі і фортепіано
- Елегія «Сум» (1901);

для фортепіано(56)
- Українська сюїта у формі старовинних танців (1867—1869);
- 2 концертні полонези (1875);
- 2 рапсодії на українські народні теми (1875, 1877);
- Соната (1875);
- Баркарола (1873);
- Розлука (вальс);
- рондо, ноктюрни, мазурки, полонези, скерцо, вальси, марші, пісні, п'єси та інше;
- транскрипції.

### Хори
На слова Тараса Шевченка
- «Іван Гус» (1881),
- 3 хори з поеми «Гамалія» («Ой діброво, темний гаю» (1881), «Іван Підкова» (1903),
«Орися ж ти, моя ниво» (1903))
- «Встає хмара з-за лиману» (1903),
- «Давидів псалм» (1910) та інші,

На слова інших авторів:
- «На прю!» (слова Михайла Старицького, 1876),
- «Пливе човен» (народні слова, 1900),
- «Вічний революціонер» (слова Івана Франка, 1899),
- «Три тости» (слова Олександра Олеся, 1906),
- «До 50-х роковин з дня смерті Тараса Шевченка» (слова Володимира Самійленка, 1911)
- «Молитва» (слова Олександра Кониського, 1885) та інші;

### Романси
На слова Тараса Шевченка
- «Ой одна я, одна» (1868),
- «Садок вишневий коло хати» (1868),
- «Гетьмани, гетьмани» (1872),
- «Якби мені черевики» (1872),
- «По діброві вітер виє» (1872) та інші

На слова інших авторів:
- «Милованка» (слова Адама Міцкевича, 1881),
- «У мене був коханий, рідний край» (слова Генріха Гейне, 1893),
- «Не забудь юних днів» (слова Івана Франка, 1898),
- «Безмежнеє поле» (слова Івана Франка, 1898),
- «Смутної провесни» (слова Лесі Українки, 1909),
- «Айстри» (слова Олександра Олеся, 1907) та інші.

### Вокальні ансамблі
- «Ми заспівали й розійшлись» (слова Тараса Шевченка, 1869)[25],
- «Коли розлучаються двоє» (слова Генріха Гейне, 1893),
- «Пряля» (слова Якова Щоголіва, 1898) та інші;

### Обробки народних пісень

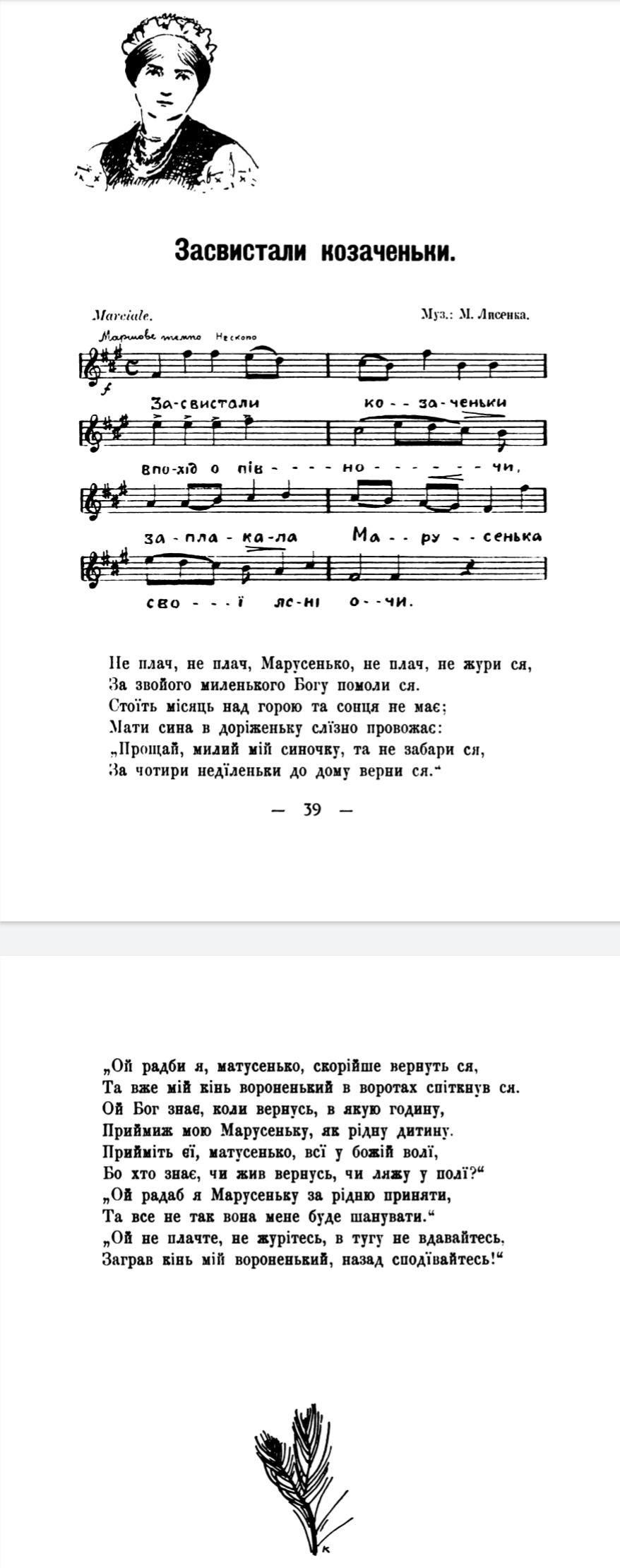
Пісня «Засвистали козаченьки» Марусі Чурай, народна пісня. Музика Миколи Лисенка. З віденського видання 1916 року.

Понад 600 обробок українських народних пісень для хору або сольного виконання, зокрема:
- 12 збірок по 10 творів (1886—1903)
- «Веснянки» — два вінки (1897)
- «Колядки і щедрівки» (1897)
- «Купальська справа» (1897)
- «Коломийки» для мішаного хору з оркестром (1887)
- «Весілля» (1903)

для дітей
- «Молодощі» (1876)
- «Збірка народних пісень» (1908) тощо.

### Музикознавча спадщина
- Музично-фольклористичні праці: записи (13, 138, 20) українських народних пісень (з варіантами), пісень різних сусідніх народів, танців, маршів, дум (5) від кобзарів;
- Характеристика музичних особливостей українських дум і пісень, виконуваних кобзарем Вересаєм (1873; опубліковано в «Записках Юго-Западного Отдела Русского Географического Общества», т.1, К., 1874; передрук.: К., 1978);
- Про торбан і музику Відорта (Киевская старина, 1892, кн.2);
- Боян. Народні музичні струменти на Вкраїнї / під редакцією Василя Лукича. Одвічальний за редакцію: Осип Маковей // Зоря : ілюстроване літературно-наукове письмо для родин. — Львів : видаване Науковим Товариством імені Шевченка, 1894.
  - . — № 1. — С. 17-19.
  - . — № 4. — С. 87-89.
  - . — № 5. — С. 112-114.
  - . — № 6. — С. 135-137.
  - . — № 7. — С. 161-162.
  - . — № 8. — С. 185-187.
  - . — № 9. — С. 211-212.
  - . — № 10. — С. 231-233.
  - Тж. перевидання: Народні музичні інструменти на Україні (Зоря, Л., 1894, № 1, 4-10; передрук: К., 1955);
- літературно-критичні розвідки; Листи, К., 1964.

## Записи творів
- Альбом проєкту Павла Гуньки «Українські мистецькі пісні»
  - «Микола Лисенко» / (Mykola Lysenko [Архівовано 7 грудня 2017 у Wayback Machine.], 6 CDs, 124 твори, 2010)

## Про Миколу Лисенка
- Симон Петлюра у статті «Пам'яті М. Лисенка»[26]

| Кращим показником цінностей є те, що Лисенка любило українське суспільство і визнавало його творчість великим внеском до капіталу національного життя. Це вища нагорода, яку може заслужити творець мелодій, створювач музичних образів. |
- За висловлюванням М. Грушевського[27]

| «…він безсмертний. Він був вищим творцем краси, володарем чистих насолод мелодій» |

## Галерея

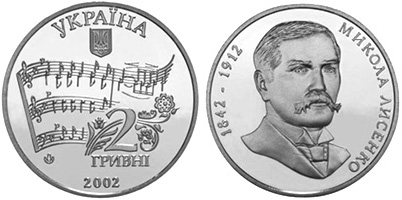
Пам'ятна монета на честь Лисенка
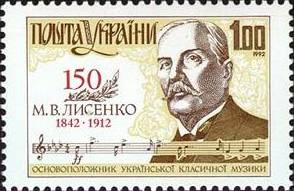
Ювілейна марка, випущена до 150-річчя від народження композитора
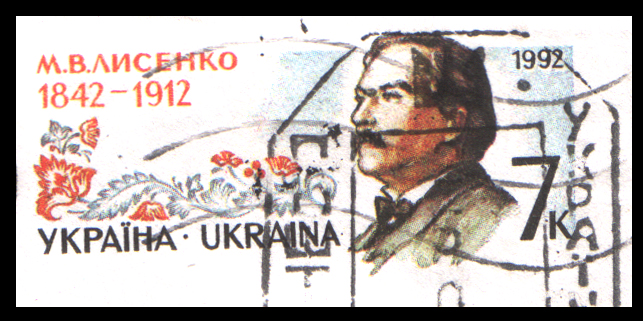
Україна (1992): поштова марка з художнього маркованого конверту, присвячена 150-літтю з дня народження Лисенка